# Jairo Cano Salas
Jairo Alonso Cano Salas, también conocido como Jairo Alonso Salas Atehortúa (2 de junio de 1984 en Amagá), es un ciclista colombiano que actualmente pertenece al equipo de categoría Continental el EPM.
Se destaca como velocista, lo que lo ha llevado a ganar varias etapas tanto en competiciones colombianas (Clásico RCN, Vuelta a Antioquia, Vuelta al Tolima), como internacionales (5 etapas de la Vuelta a Guatemala), además de ganar la clasificación de las metas volantes en varias pruebas.
El ciclista es hijo de doña María Soledad Salas Atehortúa y de don Didier Fernando Cano, fallecido en la tragedia de Carbones San Fernando el 16 de junio de 2010, y en el desarrollo de su carrera ha usado su nombre en conjunto con sus apellidos maternos (Salas Atehortúa) y actualmente es identificado con el primer apellido paterno y el primero materno (Cano Salas). 

## Palmarés
2005
- 1 etapa del Clásico RCN

2006
- 3 etapas de la Vuelta a Guatemala

2007
- 1 etapa de la Vuelta a Guatemala

2008
- 1 etapa de la Vuelta a Guatemala

2011
- 1 etapa de la Vuelta a Colombia

2013
- 1 etapa del Clásico RCN

2014
- 1 etapa de la Vuelta a Colombia

2016
- 1 etapa de la Vuelta a Colombia
- 1 etapa del Clásico RCN

2017
- 1 etapa del Clásico RCN

2018
- 1 etapa del Clásico RCN
- 2018 3 etapas vuelta a chiriqui panamá

## Equipos
- Colombia es Pasión (2007-2009)
  - Colombia es Pasión Team (2007)
  - Colombia es Pasión-Coldeportes (2008-2009)
- Aguardiente Antioqueño-Lotería de Medellín (2013-2014)
- Orgullo Antioqueño (2015-2016)
- EPM (2017-2019)